# Channa punctata
Channa punctata е вид бодлоперка от семейство Channidae. Видът не е застрашен от изчезване.

## Разпространение и местообитание
Разпространен е в Афганистан, Бангладеш, Индия, Мианмар, Непал, Пакистан и Шри Ланка.
Обитава сладководни и полусолени басейни, реки и потоци. Среща се на дълбочина около 1 m.

## Описание
На дължина достигат до 31 cm.